# スティル・コーナーズ
スティル・コーナーズ (Still Corners)は、2007年にイギリスで結成されたドリーム・ポップユニット。

## 来歴
米国テキサス州出身のグレッグ・ヒューズ(マルチプレイヤー)と英国出身のテッサ・・マリー(ヴォーカル、キー)はロンドンの駅で出会い、2007年にスティル・コーナーズを結成、さらにそのほかではレオン・ダファシー(ギター)やルーク・ジャーヴィス(ベース)も加わる。同年に自費でデビューEP『Remember Pepper?』を発表した。2010年に英国のレコードレーベルであるグレートポップサプリメントからシングル「Don't Fall In Love」を発表する。
2011年に米国のレコードレーベルサブ・ポップと契約したうえでメジャーデビューアルバム『Creatures of an Hour』を発表し、オールミュージックでは5点満点中4点を付け、本作からのシングル「Endless Summer」は
CMやテレビドラマにも使用された。
2013年に2枚目のアルバム『Strange Pleasures』を発表、前作より幅広い層から注目されて評価を受けた。本作からのシングル「The Trip」や「Berlin Lovers」は高い人気を博し、「Fireflies」はピッチフォークによるベストニュートラックに選ばれる。
レコードレーベルのサブ・ポップと発展的解消したあとスティル・コーナーズは自社のレコードレーベルWrecking Lightを立ち上げした。それからロンドンからイングランドの海岸沿いに移って2016年に3枚目のアルバム『Dead Blue』を同レーベルから発表。その後米国へ渡り2018年に4枚目のアルバム『Slow Air』を発表する。2019年には欧州やアジアでは東京、香港、台北などでツアーを行った。

## ディスコグラフィー

### アルバム
- Creatures of an Hour (2011)
- Strange Pleasures (2013)
- Dead Blue (2016)
- Slow Air (2018)
- The Last Exit (2021)

### EP
- Remember Pepper? (2007)